# Cephalopholis formosa
Cephalopholis formosa е вид бодлоперка от семейство Serranidae. Видът не е застрашен от изчезване.

## Разпространение и местообитание
Разпространен е в Австралия, Виетнам, Индия, Индонезия, Камбоджа, Китай, Малайзия, Мианмар, Провинции в КНР, Сингапур, Тайван, Тайланд, Филипини, Хонконг и Шри Ланка.
Обитава океани, морета и рифове. Среща се на дълбочина от 1 до 30 m, при температура на водата от 27,3 до 28,9 °C и соленост 32,2 – 34,5 ‰.

## Описание
На дължина достигат до 34 cm.